# 李恂 (西凉)
李恂（？—421年），字士如，陇西狄道（今甘肃临洮县）人，十六國時期西涼的君主，凉武昭王第五子，李歆之弟，李歆在位時任敦煌太守。
西涼嘉興四年（420年），北涼敗西涼軍殺李歆，隨即攻佔西涼都城酒泉，李恂及其他諸弟逃往北山。數月後，因北涼王沮渠蒙遜所派敦煌太守索元緒凶險好殺，大失人心，而李恂在敦煌施政名聲卓著，敦煌人民遂密迎李恂，李恂率數十騎入敦煌，索元緒逃走，李恂被推為冠軍將軍、涼州刺史，改元永建。不久，沮渠蒙遜派軍討伐。隔年（421年），北涼軍引水灌敦煌，李恂乞降不成，部下投降，李恂遂自殺，西涼亦亡。